# پوجیو روسکو
پوجیو روسکو (به ایتالیایی: Poggio Rusco) یک کومونه در ایتالیا است که در استان منتووا واقع شده‌است. پوجیو روسکو ۴۲٫۳۵ کیلومتر مربع مساحت و ۶٬۴۵۹ نفر جمعیت دارد و ۱۶ متر بالاتر از سطح دریا واقع شده‌است.

## خواهرخوانده
شهر کونده-سور-نوارو خواهرخواندهٔ پوجیو روسکو هست.